# Rio Catargiu
O Rio Catargiu é um rio da Romênia, afluente do Jijioara, localizado no distrito de Iaşi.